# Urbanus (gênero)
Urbanus é um gênero de borboletas que pertence à subfamília Eudaminae, bastante comum em todo o continente americano, dos Estados Unidos à América do Sul.
Alguns outros gêneros menores foram fundidos com o Urbanus, a exemplo do agora pequeno sinônimo Eudamus.

## Espécies
As espécies deste gênero são:

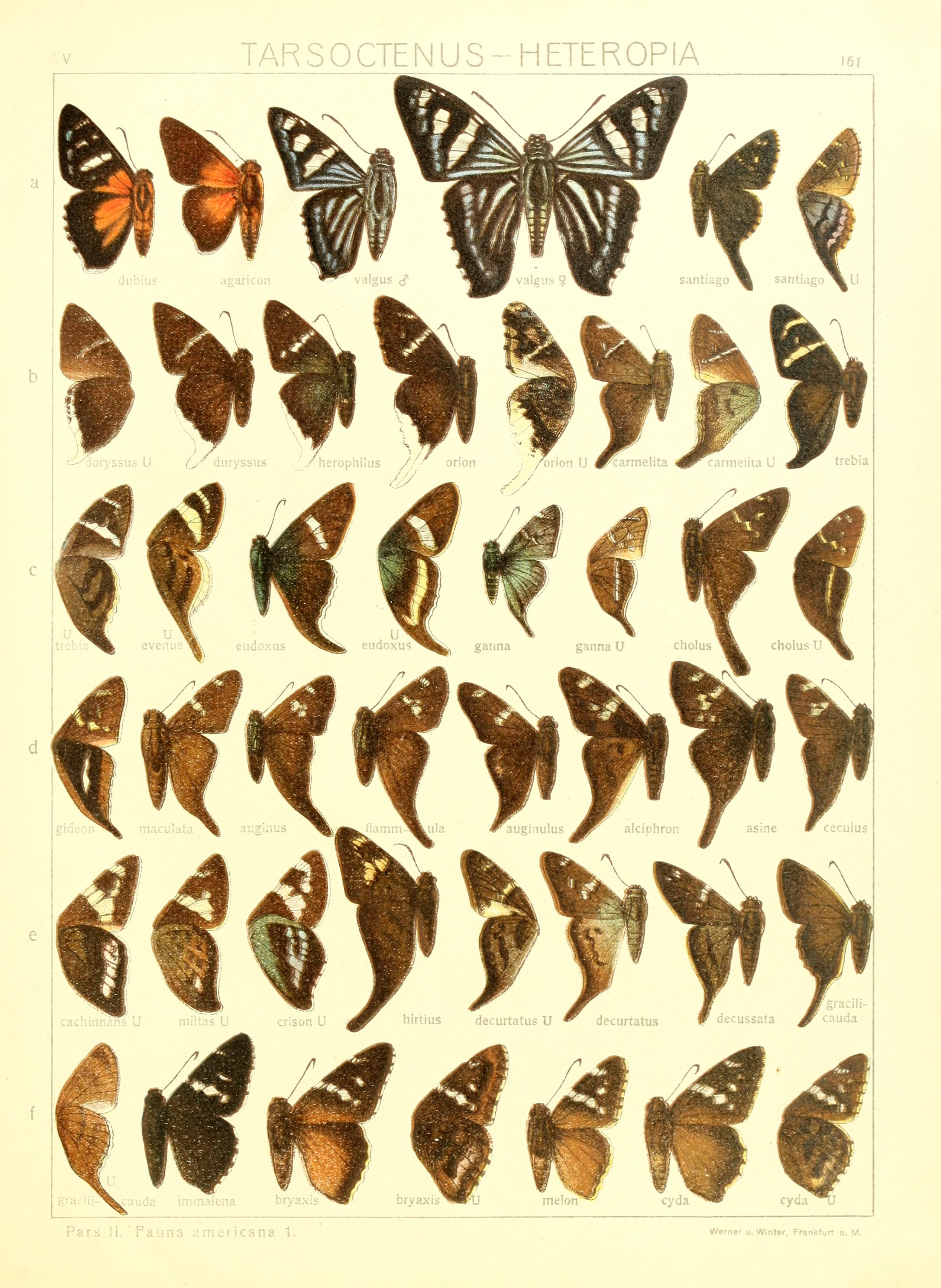
Urbanus e gêneros relacionados descritos na obra de Seitz,Macrolepidoptera of the World

- Urbanus albimargo (Mabille, 1875) – México, Guatemala, Honduras, Venezuela, Equador, Colômbia, Brasil
  - U. albimargo albimargo – Panamá, Costa Rica, Colômbia
  - U. albimargo rica Evans, 1952 – Paraguai
  - U. albimargo takuta Evans, 1952 – Guiana
- Urbanus ambiguus de Jong, 1983 – Suriname
- Urbanus belli (Hayward, 1935) – México até Bolívia e Argentina
- Urbanus carmelita (Herrich-Schäffer, 1869)
  - Urbanus carmelita carmelita – Brasil
  - Urbanus carmelita barra Evans, 1952 – Brasil (Bahia)
  - Urbanus carmelita trebia (Möschler, 1879) – Venezuela, Panamá, Colômbia
- Urbanus chalco (Hübner, 1823) – Panamá, Colômbia, Brasil, Argentina
- Urbanus chales (Godman & Salvin, [1893]) – México
- Urbanus cindra Evans, 1952 – Bolívia
- Urbanus dorantes (Stoll, [1790])
  - U. dorantes dorantes – sul da Califórnia, sul do Arizona, sul do Novo México, sul do Texas e sul da Flórida (nos EUA); América Central, América do Sul, Antilhas
  - U. dorantes dorantes – Texas, México, Suriname, Brasil, Colômbia, Venezuela
  - U. dorantes santiago – (Lucas, 1857) Brasil, Jamaica, Haiti, Venezuela, Cuba, Granada
  - U. dorantes obscurus (Hewitson, 1867) – Guadalupe, Dominica, Martinica, Saba, Antígua, Granada, Barbados
  - U. dorantes galapagensis (Williams, 1911) – Galapagos skipper – Ilhas Galápagos
  - U. dorantes calafia (Williams, 1926) – México (Baixa Califórnia)
  - U. dorantes cramptoni Comstock, 1944 – Antilhas, Porto Rico
- Urbanus doryssus (Swainson, 1831) – sul do Texas,  Américas Central e do Sul
  - Urbanus doryssus doryssus – Brasil, Colômbia, Venezuela, Honduras
  - Urbanus doryssus albicuspis (Herrich-Schäffer, 1869) – Colômbia, Brasil (Santa Catarina, Rio de Janeiro)
- Urbanus dubius Steinhauser, 1981 – Colômbia
- Urbanus elmina Evans, 1952 – Equador
- Urbanus esma Evans, 1952 – México, Brasil (São Paulo)
- Urbanus esmeraldus (Butler, 1877) – México, Costa Rica, Guatemala, Panamá, Honduras até o Brasil e Colômbia
- Urbanus esta Evans, 1952  – México, Brasil (São Paulo)
- Urbanus evenus (Ménétriés, 1855) – Brasil
- Urbanus evona Evans, 1952 – México, Guatemala
- Urbanus huancavillcas (Williams, 1926) – Equador
- Urbanus longicaudus Austin, 1998 – Brasil (Rondônia)
- Urbanus magnus Steinhauser, 1981 – Equador
- Urbanus parvus Austin, 1998 Brasil (Rondônia)
- Urbanus procne (Plötz, 1880) – sul do Texas, Arizona, Américas Central e do Sul.
- Urbanus prodicus Bell, 1956 – México
- Urbanus pronta Evans, 1952 – México, Honduras
- Urbanus pronus Evans, 1952 –  América Central, Equador, Bolívia, Brasil, Paraguai
- Urbanus proteus (Linnaeus, 1758) – Califórnia, Arizona, Texas, Flórida, Américas Central e do Sul 
  -  U. proteus proteus – México
  -  U. proteus domingo (Scudder, 1872) – Saba até Granada, Haiti
- Urbanus reductus (Riley, 1919) – Brasil (Amazonas)
- Urbanus simplicius (Stoll, [1790]) – Texas, Américas Central e do Sul
- Urbanus tanna Evans, 1952 – Tanna longtail – México até Colômbia
- Urbanus teleus (Hübner, 1821) – sul do Arizona e do Texas, Américas Central e do Sul
- Urbanus velinus (Plötz, 1880) – Brasil (Bahia), Guiana
- Urbanus villus Austin, 1998 – Brasil (Rondônia)
- Urbanus virescens (Mabille, 1877) – Guiana Francesa, Brasil (Rio de Janeiro), Peru
- Urbanus viridis Freeman, 1970 – México
- Urbanus viterboana (Ehrmann, 1907) – México até Colômbia e Equador
- Urbanus zagorus (Plötz, 1880) – Brasil (Rio Grande do Sul), Argentina